# Chico Cacateel
Chico Cacateel är en ort i Mexiko.   Den ligger i kommunen Chilón och delstaten Chiapas, i den sydöstra delen av landet, 800 km öster om huvudstaden Mexico City. Chico Cacateel ligger 1 350 meter över havet och antalet invånare är 252.
Terrängen runt Chico Cacateel är kuperad åt nordost, men åt sydväst är den bergig. Runt Chico Cacateel är det glesbefolkat, med 16 invånare per kvadratkilometer. Närmaste större samhälle är Ocosingo, 12,0 km sydost om Chico Cacateel. I omgivningarna runt Chico Cacateel växer i huvudsak städsegrön lövskog.